# El Barón Rojo (película)
The Red Baron es una película alemana de 2008 dirigida por Nikolai Müllerschön. Trata sobre el conocido piloto de combate de la Primera Guerra Mundial Manfred von Richthofen. Fue filmada en República Checa, Francia, y Alemania.
Entre sus protagonistas, además de Matthias Schweighöfer podría destacarse la participación de Til Schweiger, una de las personalidades cinematográficas alemanas actuales más prestigiosas, tanto como actor como director y Lena Headey.

## Sinopsis
Película biográfica que narra partes de la vida del mítico as de la aviación de la Primera Guerra Mundial Manfred von Richthofen, cuya habilidad y hazañas le llevó a convertirse en una leyenda durante esa contienda, temido por sus adversarios y aclamado por los  barones azules.

## Reparto
- Matthias Schweighöfer como Rittmeister Manfred Freiherr von Richthofen.
- Lena Headey como enfermera Käte Otersdorf.
- Til Schweiger como Leutnant Werner Voss.
- Volker Bruch como Oberleutnant Lothar Freiherr von Richthofen.
- Maxim Mehmet como Leutnant Friedrich Sternberg.
- Hanno Koffler como Leutnant Lohmann.
- Tino Mewes como Oberleutnant Kurt Wolff.
- Steffen Schroeder como Oberleutnant Karl Bodenschatz.
- Axel Prahl como General der Kavallerie Ernst von Hoeppner.
- Joseph Fiennes como Capitán Roy Brown.
- Josef Vinklář como Generalfeldmarschall Paul von Hindenburg.
- Branislav Holiček como Leutnant Wolfram Freiherr von Richthofen.
- Ladislav Frej como Kaiser Wilhelm II.
- Jiří Laštovka como Oberleutnant Ernst Udet.
- Rostislav Novák como Oberleutnant Erich Loewenhardt.